# Otto Knille

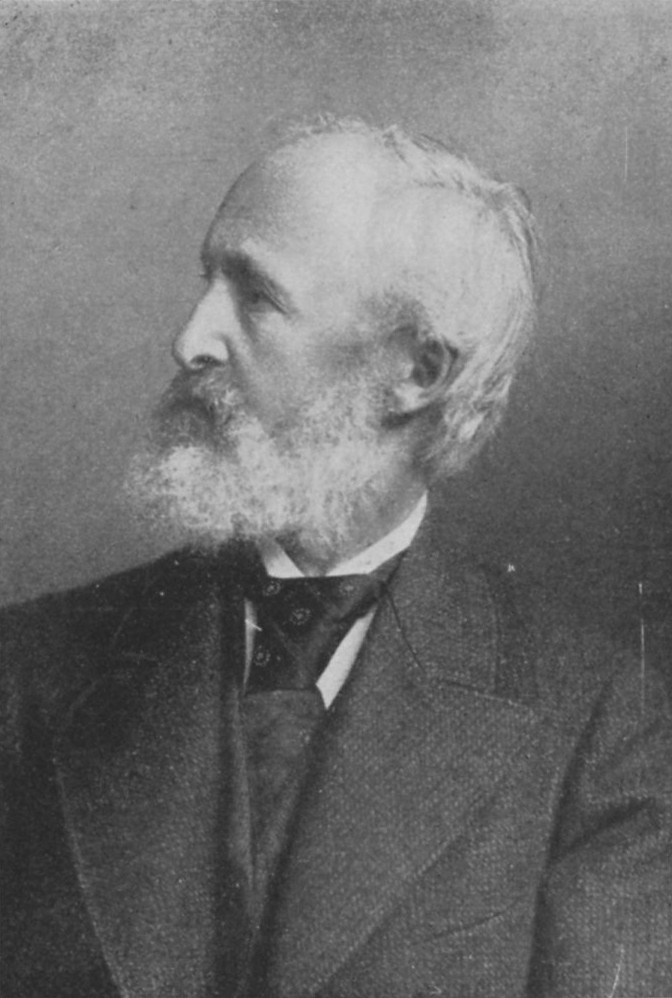
Otto Knille

Otto Knille (* 10. September 1832 in Osnabrück; † 7. April 1898 in Untermais bei Meran) war ein deutscher Historienmaler der Düsseldorfer Schule.

## Biografie
Otto Knille war der Sohn des Osnabrücker Kanzleiprokurators Justus Georg Knille (1803–1881). Er besuchte das Ratsgymnasium in Osnabrück. Früh zeigte sich seine künstlerische Begabung. Knille erhielt Mal- und Zeichenunterricht bei dem Osnabrücker Landschaftsmaler Julius Müller.
Ab 1848 studierte er an der Kunstakademie Düsseldorf bei Karl Sohn, Theodor Hildebrandt und Wilhelm von Schadow. Ein weiterer Lehrer Knilles war der Historienmaler Emanuel Leutze. Kommilitonen waren unter anderen Wilhelm Busch 1850 in der Antiken-Klasse und 1852 Theodor Mintrop in der Klasse für Historien- und Genremalerei. Mit dem Eintritt in die Akademie fiel auch die Aufnahme Knilles in den Künstlerverein Malkasten zusammen. Dort zählte er zu den Gründungsmitgliedern. In den Jahren 1851 und 1852 gehörte Knille zu den Teilnehmern von Künstlerfesten auf der Fahnenburg des Schriftstellers Anton Fahne, die ihn zu Gemälden inspirierten.
1853 ging er nach Paris und studierte im Meisteratelier bei Thomas Couture und dann ab 1854 für vier Jahre in München bei Karl von Piloty. Hier entwickelte er sich zu einem angesehenen Historienmaler. 1860 bis 1862 hielt er sich in Italien auf. König Georg V. von Hannover erreichte es als sein Förderer, dass er ab 1862 in Hannover als Porträtist der Oberschicht wirkte. Hier befreundete er sich mit dem Maler Friedrich Kaulbach. Für Schloss Marienburg malte er Sagen- und Märchenbilder.
Ab 1857 war er dauerhaft mit dem niederdeutschen Schriftsteller Hermann Allmers befreundet. In dessen Haus in Rechtenfleth malte er 1864 zusammen mit Heinrich von Dörnberg Historienbilder, auch ein Bildnis von Allmers. 1865 hielt sich Knille in Bremen auf. Ein Wandbild für die Bremer Börse entstand nur skizzenhaft, während ein Bild Göttinnen und Brema aus Anlass des Besuchs des preußischen Königs Wilhelm I. in der Börse Aufstellung fand.
Ab 1865 war Knille in Berlin als Historienmaler tätig und schuf im Auftrag der preußischen Staatsregierung zahlreiche Darstellungen historischer Ereignisse und Persönlichkeiten im historisierenden Stil. 1875 wurde er Lehrer und 1877  Professor an der Berliner Kunstakademie. Sein Hauptwerk „Tannhäuser und Venus“ schuf er 1873. Das Werk wurde von der Nationalgalerie erworben.
Bei einer Kur in Karlsbad 1874 lernte er Karl Marx und dessen Tochter Eleanor Marx kennen. Überliefert ist ferner ein Briefwechsel von Knille mit Arthur Fitger und der Leipziger „Illustrirten Zeitung“. Auch mit Theodor Fontane war er gut bekannt.
Otto Knille starb, 66-jährig, auf einer Reise in die Alpen 1898 in Untermais bei Meran. Beigesetzt wurde er auf dem Friedhof III der Jerusalems- und Neuen Kirche vor dem Halleschen Tor in Berlin. Die erhaltene Grabstelle wird von einer kleinen Inschriftenplatte aus schwarzem Granit markiert.

## Werke

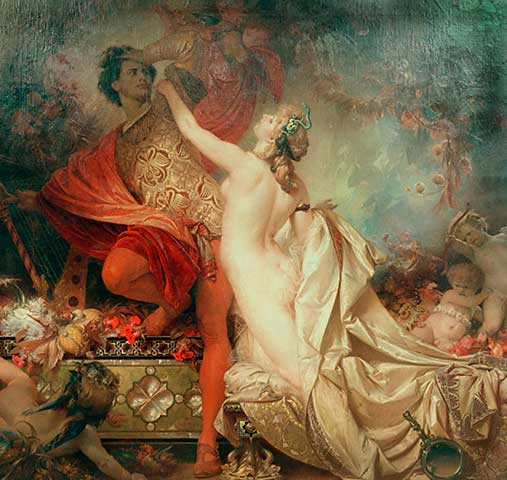
Tannhäuser und Venus (1873)

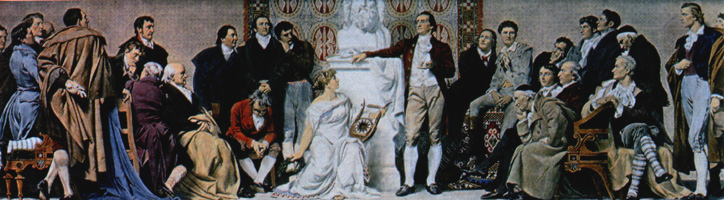
Weimar 1803 (1884)

Knille verfasste in Berlin die Monographien Grübeleien eines Malers über seine Kunst (1887) und Wollen und Können in der Malerei (1897).
Ein bekanntes Werk ist das 1884 entstandene Gemälde Weimar 1803, das eine fiktive Zusammenkunft von Johann Wolfgang von Goethe mit Dichtern und Denkern seiner Zeit darstellt, u. a. Friedrich Schiller, Alexander von Humboldt, Wilhelm von Humboldt, Johann Gottfried von Herder, Christoph Martin Wieland, Carsten Niebuhr, Friedrich Daniel Ernst Schleiermacher, Carl Friedrich Gauß, August Wilhelm Schlegel, August Wilhelm Iffland, Friedrich Maximilian Klinger, Friedrich Tieck, Jean Paul und Johann Heinrich Pestalozzi.
Weitere Werke waren die Herausforderung zum Kampf (1871), eines von fünf Velarien anlässlich der Siegesfeier zum Deutsch-Französischen Krieg, gemalt auf Segeltuch, gezeigt auf der Straße Unter den Linden sowie Tannhäuser und Venus (1873).

## Bücher
- Hermann Allmers: Römische Schlendertage. Mit Illustrationen von Otto Knille.  Schulzesche Buchhandlung, Oldenburg 1872
- Grübeleien eines Malers über seine Kunst. Gebrüder Paetel, Berlin 1887 Bauhaus-Universität Weimar
- Freilicht. In: Die Kunst für alle. Malerei, Plastik, Graphik, Architektur. Bruckmann, München Bd. 12 (1896/97), S. 33–38 und S. 49–53
- Wollen und Können in der Malerei. F. Fontane & C., Berlin 1897